# FIBE-MINI

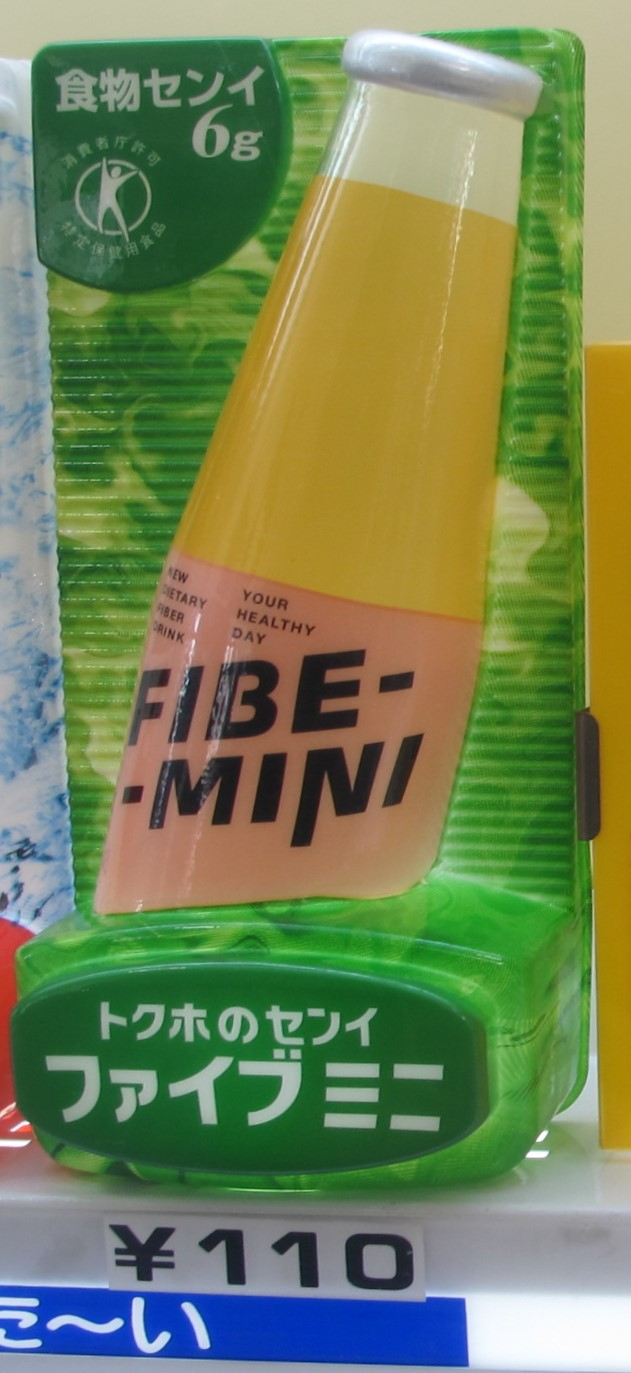
fibe-mimi 在自動售貨機中的樣品

FIBE-MINI是一款日本的软饮料，由大塚製藥研製，于1988年推出。主要特色是饮料中加入了膳食纖維。推出后在日本受到欢迎。

## 名称
FIBE-MINI含有豐富膳食纖維（Dietary fiber），所以選用了"Fibe"這個字；另外，它體積細小，便選用了"Mini"。